# Knicks Go
Knicks Go, född 29 januari 2016, är ett engelskt fullblod som tävlade mellan 2018 och 2022. Han tränades under tävlingskarriären av Brad H. Cox och reds oftast av Joel Rosario. Han tränades tidigare av Ben Colebrook, och reds då av Albin Jiminez.

## Karriär
Knicks Go är en gråskimmelhingst efter segraren av Haskell Invitational, Paynters andra kull. Knicks Go tävlade mellan juli 2018 och januari 2022, och sprang in totalt 9 258 135 dollar på 25 starter, varav 10 segrar, 4 andraplatser och 1 tredjeplats. Han tog karriärens största segrar i Breeders' Cup Dirt Mile (2020), Pegasus World Cup (2021) och Breeders' Cup Classic (2021). Han har även segrat i Breeders' Futurity (2018), Prairie Meadows Cornhusker Handicap (2021), Whitney Stakes (2021) och Lukas Classic Stakes (2021).

### Som avelshingst
Det meddelades i slutet av 2021 att Knicks Go skulle stallas upp som avelshingst på Taylor Made Farm i Nicholasville, Kentucky under 2022. Han gjorde sin sista start i Pegasus World Cup (2022), där han var tvåa efter Life Is Good.

### Namnets ursprung
Knicks Go har fått sitt namn efter K-nicks avelssystem som används av Korea Racing Authority (KRA), där "K" står för Korea och nicks som hänvisar till den ovan genomsnittliga framgången för vissa hingstar när de avlats till ston från vissa andra hingstlinjer.
Namnet har alltså inget att göra med basketlaget New York Knicks.